# Mwanga (Stadt)
Mwanga ist eine Stadt im Norden von Tansania. Sie ist die Hauptstadt und der Verwaltungssitz des Distrikts Mwanga in der Region Kilimandscharo.

## Geografie
Bei der Volkszählung 2012 hatte die Stadt 12.329 Einwohner.

### Lage
Mwanga  liegt in einer Höhe von 810 Meter über dem Meer am westlichen Abhang des nördlichen Pare-Gebirges. Die Stadt ist etwa 50 Kilometer südöstlich von Moshi und 20 Kilometer von der Grenze zu Kenia entfernt.

### Klima
Das Klima in Mwanga ist ein Steppenklima, BSh nach der effektiven Klimaklassifikation. Im Jahresdurchschnitt fallen nur 572 Millimeter Niederschlag, am meisten regnet es in den Monaten März bis Mai. Die Durchschnittstemperatur liegt zwischen 19 Grad Celsius im Juli und 24,3 Grad im Februar.
|                        | Jan  | Feb  | Mär  | Apr  | Mai  | Jun  | Jul  | Aug  | Sep  | Okt  | Nov  | Dez  |   |      |
| Mittl. Temperatur (°C) | 23,8 | 24,3 | 23,7 | 22   | 20,5 | 19,4 | 19   | 19,8 | 21,1 | 22,2 | 22,5 | 23   | ⌀ | 21,8 |
| Mittl. Tagesmax. (°C)  | 29,6 | 30,3 | 29,5 | 26,9 | 24,8 | 24,1 | 24   | 25,1 | 27,1 | 28,3 | 28   | 28,4 | ⌀ | 27,2 |
| Mittl. Tagesmin. (°C)  | 18,9 | 19   | 19,2 | 18,4 | 16,7 | 14,7 | 13,8 | 14,7 | 15,9 | 17,3 | 18,4 | 18,9 | ⌀ | 17,1 |
|                        |      |      |      |      |      |      |      |      |      |      |      |      |   |      |
| Niederschlag (mm)      | 35   | 37   | 84   | 131  | 92   | 20   | 14   | 15   | 12   | 33   | 51   | 48   | Σ | 572  |

| 18,9 |

| 19 |

| 19,2 |

| 18,4 |

| 16,7 |

| 14,7 |

| 13,8 |

| 14,7 |

| 15,9 |

| 17,3 |

| 18,4 |

| 18,9 |

| 18,9 |

| 19 |

| 19,2 |

| 18,4 |

| 16,7 |

| 14,7 |

| 13,8 |

| 14,7 |

| 15,9 |

| 17,3 |

| 18,4 |

| 18,9 |

## Wirtschaft und Infrastruktur
- Bildung: Mwanga ist Bildungsschwerpunkt in der Region mit mehreren Grund- und Sekundarschulen. Zwei Schulen bieten Unterricht für gehörlose Kinder. Die größte Sekundarschule der Stadt, die Mwanga High School, pflegt eine Partnerschaft mit der Humboldtschule im hessischen Bad Homburg vor der Höhe.[3] Die Schule ist Eigentum der Tansanischen Elternvereinigung TAPA.[4] In Kisangara, im unmittelbaren Umfeld der Stadt Mwanga, befindet sich außerdem die One World Secondary School Kilimanjaro. Sie ist eine deutsch-tansanische Modellschule und wird vom deutschen Unterstützerverein Friends of OWSK e.V. gefördert.[5]
- Gesundheit: In Mwanga befindet sich ein von der katholischen Kirche betriebenes Gesundheitszentrum.[6]
- Eisenbahn: Mwanga liegt an der Usambarabahn, die 2018 restauriert wurde und seit 2019 auch wieder Passagiere befördert.[7]
- Straße: Die Stadt liegt an der asphaltierten Nationalstraße von Tanga nach Arusha.[8]